# Scientific American
Scientific American (SciAm) — науково-популярний американський журнал, що випускається з 28 серпня 1845. Найстаріший журнал США з тих, які випускаються донині. Статті журналу розповідають про нові та інноваційні дослідження доступні для розуміння як для фахівців, так і для дилетантів.
Щомісяця Scientific American охоплює понад 10 мільйонів людей у всьому світі через свій веб-сайт, друковані та цифрові видання, інформаційні бюлетені та додаток, а також мільйони інших користувачів через соціальні мережі та інші платформи.
Scientific American публікує роботи журналістів, науковців, політиків і людей, які мають досвід наукових або соціальних питань.
Журнал публікує докладні тематичні статті, актуальні новини, думки та коментарі експертів, подкасти, відео, мультимедійні матеріали, фотографії та інші форми оповідання. На додаток до щомісячного головного журналу та матеріалів, які щодня публікуються на веб-сайті журналу, видавництво випускає спеціальні колекційні видання, цифрові журнали Mind, Space & Physics і Health & Medicine, електронні книги та інші продукти. Також проводяться події в прямому ефірі та вебінари за участю різноманітних експертів і журналістів, які діляться своїми знаннями про поточні події так, як наука та наукові дослідження покращують наше розуміння світу та змінюють бачення життя.

## Історія
Журнал був створений завдяки зусиллям Руфуса Портера як односторінкова газета, і на ранньому етапі свого існування більшість матеріалу бралося зі звітів патентного відомства США. Журнал зачіпає велику кількість тем, зокрема такі нагальні як вічний двигун, в 1848 році про лоцмейстерське судно від Авраама Лінкольна, і карданну передачу, що застосовується в автомобілях. Будь-який з випусків журналу 19-го століття мав дивовижну проникливість щодо прогресу індустріальної революції того часу. У поточних випусках журналу є рубрика «Ця дата в історії», в якій друкуються статті 50-ти , 100 , і навіть 150-річної давнини — часто в цих старих статтях описуються істинні відкриття, що змінили світ, у гумористичній, ненауковій формі.
У 1846 році Портер продав журнал Альфреду Елі Бічу та Орсону Десайксу Мунну, і до 1948 року він належав Munn & Company. Під керівництвом другого Орсона Десайкса Мунна, правнука першого, журнал став чимось на зразок «робочого» журналу, схожого за стилем на журнал Popular Science 20-го століття. Після журнал був викуплений у Мунна видавцем Жерардом Пілом, редактором Деннісом Фланаганом і генеральним менеджером Дональдом Міллером молодшим, які й створили той стиль Scientific American, який можна бачити в поточних випусках журналу. Міллер усунувся від справ у 1979 році, а Фланаган у 1984-му, коли син Жерарда Піла, Джонатан, став президентом і головним редактором журналу. До того часу тираж журналу збільшився в 15 разів по відношенню до 1948 року. У 1986 журнал був знову проданий, цього разу німецькій компанії-видавництву Holtzbrinck, яке володіє журналом досі. Дональд Міллер помер у грудні 1998, Жерард Піл у вересні 2004-го, а Денніс Фланаган загинув у січні 2005-го.

## Компанія
Журнал Scientific American видає Springer Nature. Основними акціонерами Springer Nature є Holtzbrinck Publishing Group і BC Partners. Як дослідницький видавець, Springer Nature є домом для інших надійних брендів, зокрема Springer, Nature Research, BMC і Palgrave Macmillan. Scientific American дотримується суворої політики редакційної незалежності.